# Eublemma coccidiphaga
Eublemma coccidiphaga is een vlinder uit de familie van de spinneruilen (Erebidae). De wetenschappelijke naam van deze soort werd voor het eerst voorgesteld door George Francis Hampson in een publicatie uit 1896.
De soort komt voor in Sri Lanka.